# Sandy Petersen
Pour les articles homonymes, voir Petersen.
 (avril 2023).
Carl Sanford Joslyn Petersen, dit Sandy Petersen, né le 16 septembre 1955 à Saint-Louis (Missouri), É.-U., est un éditeur et auteur de jeux de société et de jeux de rôles américain,.
Il a d'abord étudié la zoologie à l'Université de Berkeley (Californie), avant d'intégrer la société Chaosium en 1980.

## Ludographie
À 14 ans, Petersen joue à son premier wargame, Gettysburg. Il pratique RuneQuest pour la première fois en 1978.

### Jeux de rôles
Il crée le jeu de rôle l'Appel de Cthulhu en 1981 pour la société Chaosium. Coauteur avec Greg Stafford de la troisième édition de RuneQuest et de plusieurs suppléments pour l'univers de Glorantha.
Il est auteur ou coauteur des jeux de rôles L’Appel de Cthulhu, Ringworld, ElfQuest et Hawkmoon.

### Jeux vidéo
Il travaille chez MicroProse entre 1989 et 1992, puis chez id Software de 1993 à 1997 où il contribue aux jeux vidéo Doom, Doom II, Quake. Il a aussi contribué à Age of Empires et Age of Empires II: The Age of Kings.

### Jeux de plateau
Il est le concepteur du jeu Cthulhu Wars,. Il a également produit d'autres jeux de société comme Glorantha : la guerre des dieux ou encore Hyperspace,.

## Petersen Games
L'auteur de jeux a également créé une maison d'édition nommée Petersen Games ayant édité plusieurs de ses créations.